# SN 1953B
SN 1953B – supernowa odkryta 18 maja 1953 roku w galaktyce M+07-34-01. W momencie odkrycia miała maksymalną jasność 17,50m.